# Que M... É Essa?
Que M... É Essa? é um filme brasileiro de 1989 dirigido por Bruno Garcia e Marco Hanois do gênero comédia.

## Sinopse
Uma arqueóloga chega a Recife em busca de relíquias da época de Maurício de Nassau. A descoberta que ela faz vira um caso internacional onde até a ONU é obrigada a se envolver. Uma Universidade local opina que a descoberta deve ser mantida em Pernambuco.